# Kent Acres
Kent Acres é uma Região censo-designada localizada no estado americano de Delaware, no Condado de Kent.

## Demografia
Segundo o censo americano de 2000, a sua população era de 1637 habitantes.

## Geografia
De acordo com o United States Census Bureau tem uma área de
2,4 km², dos quais 2,3 km² cobertos por terra e 0,1 km² cobertos por água.

## Localidades na vizinhança
O diagrama seguinte representa as localidades num raio de 8 km ao redor de Kent Acres.